# Thủy lực học
Thủy lực học là ngành kĩ thuật nghiên cứu về các vấn đề mang tính thực dụng bao gồm: lưu trữ, vận chuyển, kiểm soát, đo đạc nước và các chất lỏng khác.
Thủy lực có phương pháp nghiên cứu dựa trên nền tảng các định luật vật lý tác động lên thể nước (thể lỏng nói chung). Tuy nhiên, nó khác với ngành cơ học chất lỏng là đề cập nhiều hơn tới các kĩ thuật thực tế thay vì đơn thuần về lý thuyết.
Xét về mặt lý thuyết, thủy lực bao gồm các mảng kiến thức:
- Thủy tĩnh học
- Thủy động học
- Thủy động lực học

Xét về mặt ứng dụng, thủy lực bao gồm:
- Thủy lực đường ống
- Thủy lực kênh hở
- Thủy lực công trình